# Ellenpont
Az ellenpont (kontrapunkt) a zeneművészetben polifon több szólamú szerkesztésmód, mely a szólamokat önállónak és egyenrangúnak tekinti, ellentétben a főként hangzatokban gondolkodó homofóniával.
Elnevezése a punctus contra punctumból ered (=kottafej kottafej ellenében), s ez egyszersmind a legegyszerűbb technikája is. Az egész művön végigvitt, szigorúan imitációs kontrapunkttechnika valósul meg a kánonban, s ugyancsak az imitációs kontrapunkt legmagasabb rendű formája a fúga.
Ezzel analóg jelenségek – a hanglejtés, a mondatfelépítés vagy akár a gondolatmenetek, a cselekményszövés stb. szintjén – az irodalmi művek szerkezeteiben is megtalálhatók, s ezért itt is szokás kontrapunkttechnikáról beszélni.